# 1848 en Belgique
Chronologie de la Belgique
- 1844
- 1845
- 1846
- 1847
- 1848
- 1849
- 1850
- 1851
- 1852

Cette page recense des événements qui se sont produits durant l'année 1848 en Belgique.

## Chronologie
- 26 février : à la suite des événements en France, le gouvernement décide de réorganiser et renforcer la garde civique[1].
- Nuit du 1er au 2 mars : arrestation du philosophe allemand Karl Marx et de sa famille, alors installés à Ixelles[1].
- 4 mars : sur ordre du ministre de la Justice François de Haussy, Karl Marx est reconduit à la frontière[2].
- 12 mars : loi abaissant le cens électoral à 42 franc-or (soit 4,51 euros). Le nombre d'électeurs passe de 46000 à 79000[3].
- 18 mars : à Vaulx, 400 ouvriers manifestent en faveur de la république[2].
- 20 mars : l'avocat gantois Charles Spilthoorn, militant républicain, est arrêté à la frontière par les autorités belges[4].
- 24 et 25 mars : des ouvriers belges travaillant en France et décidés à propager la révolution sont arrêtés par l'armée belge à Quiévrain[5].
- 28 mars : grèves dans le Borinage[2].
- 29 mars : à Risquons-Tout, hameau de la commune de Mouscron, des révolutionnaires venus de France sont refoulés par l'armée belge. On dénombre plusieurs dizaines de morts et de blessés[4].
- 30 mars : 500 étudiants de l'université catholique de Louvain réclament un adoucissement du règlement disciplinaire. Le recteur Pierre de Ram décide alors d'avancer de quelques semaines la période des vacances afin d'étouffer la révolte étudiante[2].
- 26 mai : 
  - suppression du droit de timbre sur la presse[6] ;
  - loi « sur les incompatibilités parlementaires », interdisant le cumul entre un mandat parlementaire et un emploi rémunéré par l'État[7].
- 13 juin : élections législatives. Victoire des libéraux.

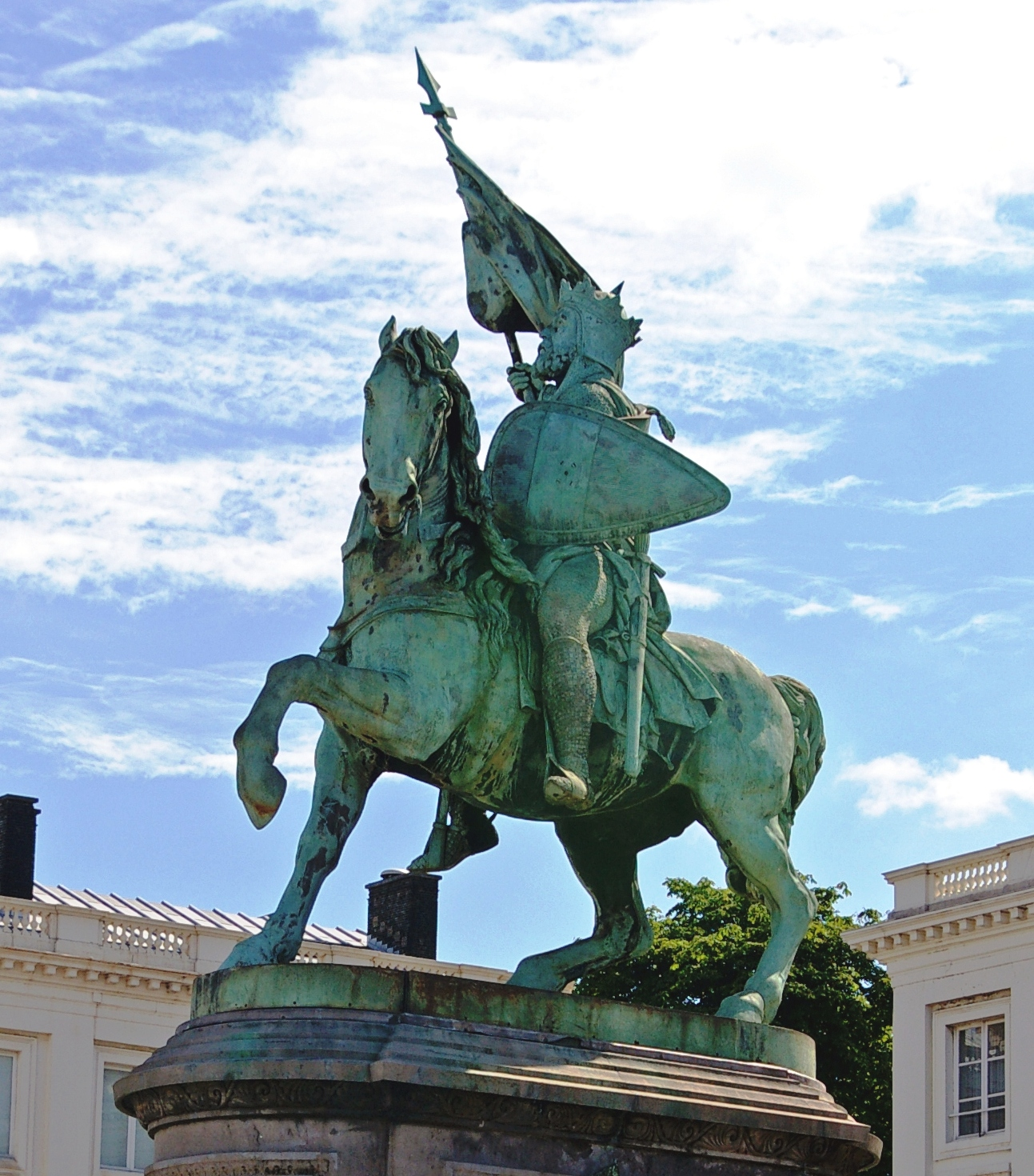
Statue de Godefroid de Bouillon, place Royale à Bruxelles.

- Août 1848 : dix-sept personnes, dont Charles Spilthoorn et le général Mellinet, sont condamnées à la peine de mort par la cour d'assises d'Anvers pour avoir fomenté les troubles à Risquons-Tout durant le mois de mars[8]. La sentence sera ensuite commuée en peine d'emprisonnement[9].
- 15 août : inauguration de la statue de Godefroid de Bouillon sur la place Royale[10].
- 15 août - 2 octobre : ouverture du Salon de Bruxelles de 1848[10].
- 9 novembre : première parution du journal Le Travailleur, titre de presse socialiste liégeois[2].

## Culture

### Architecture

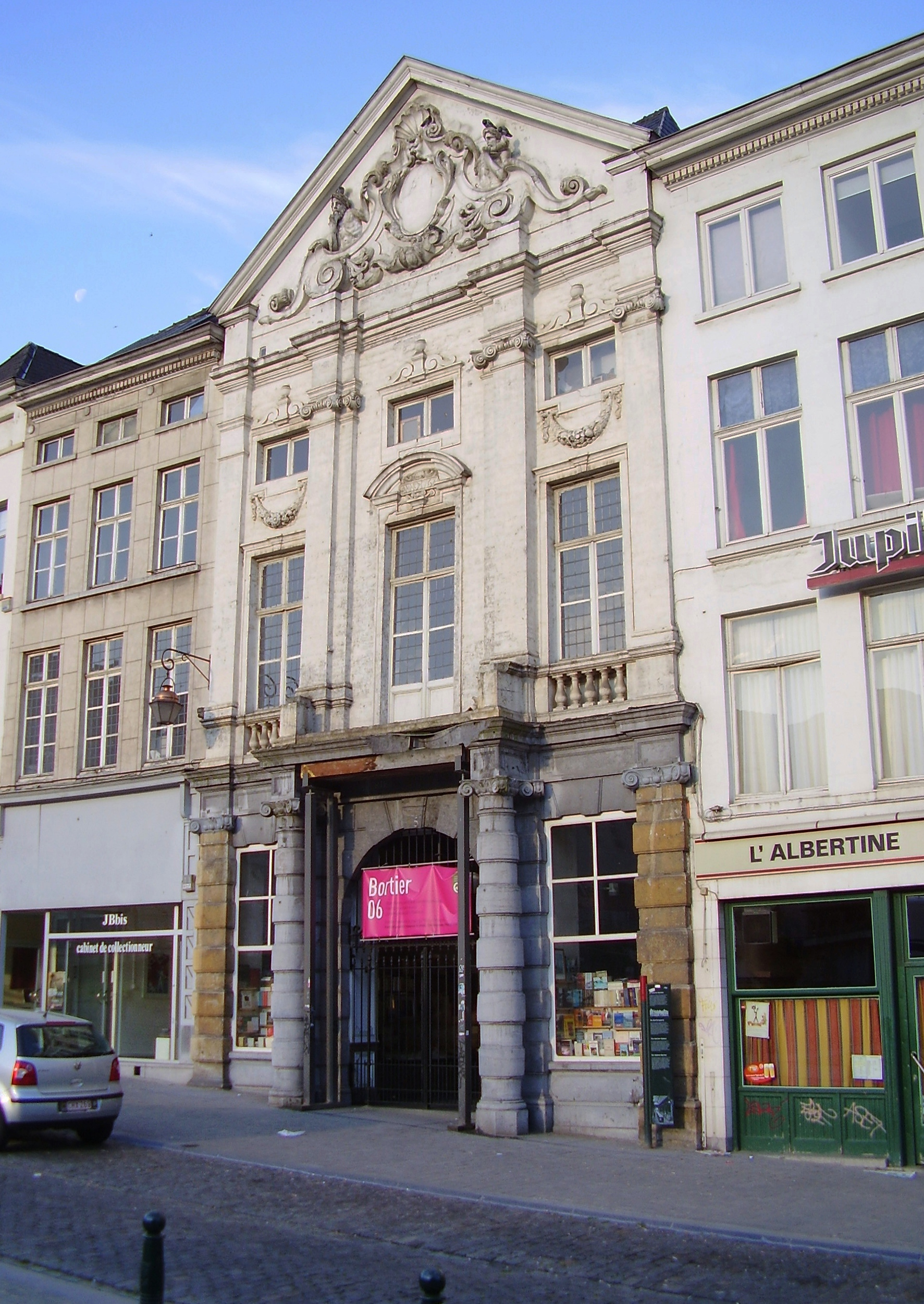
Galerie Bortier à Bruxelles (Jean-Pierre Cluysenaar)

### Littérature
- Het klaverblad (« La feuille de trèfle »), recueil de Prudens van Duyse.
- Poésies lyriques, recueil de Théodore Weustenraad[2].

### Peinture

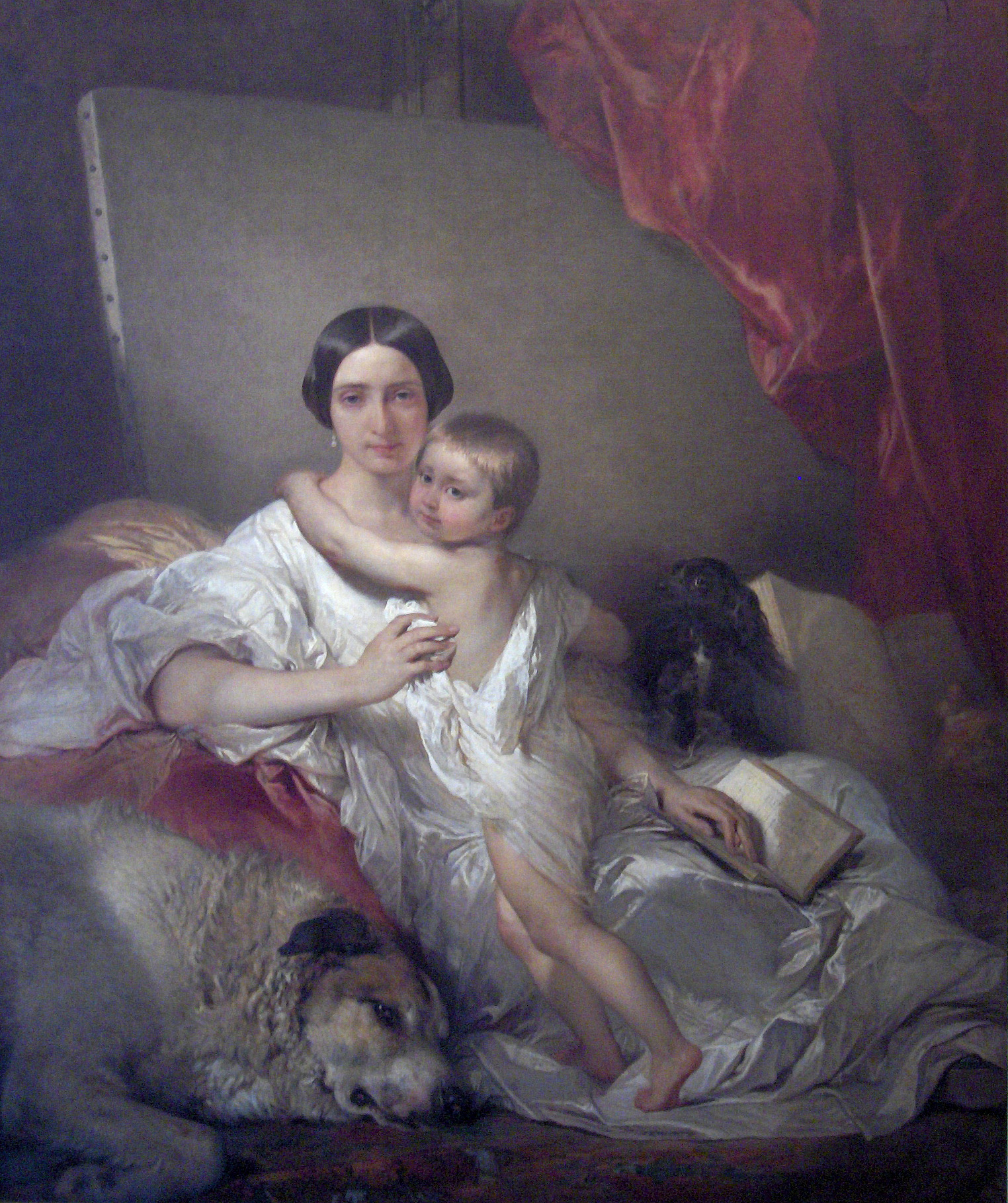
Portrait de madame Louis Gallait et sa fille (Louis Gallait).
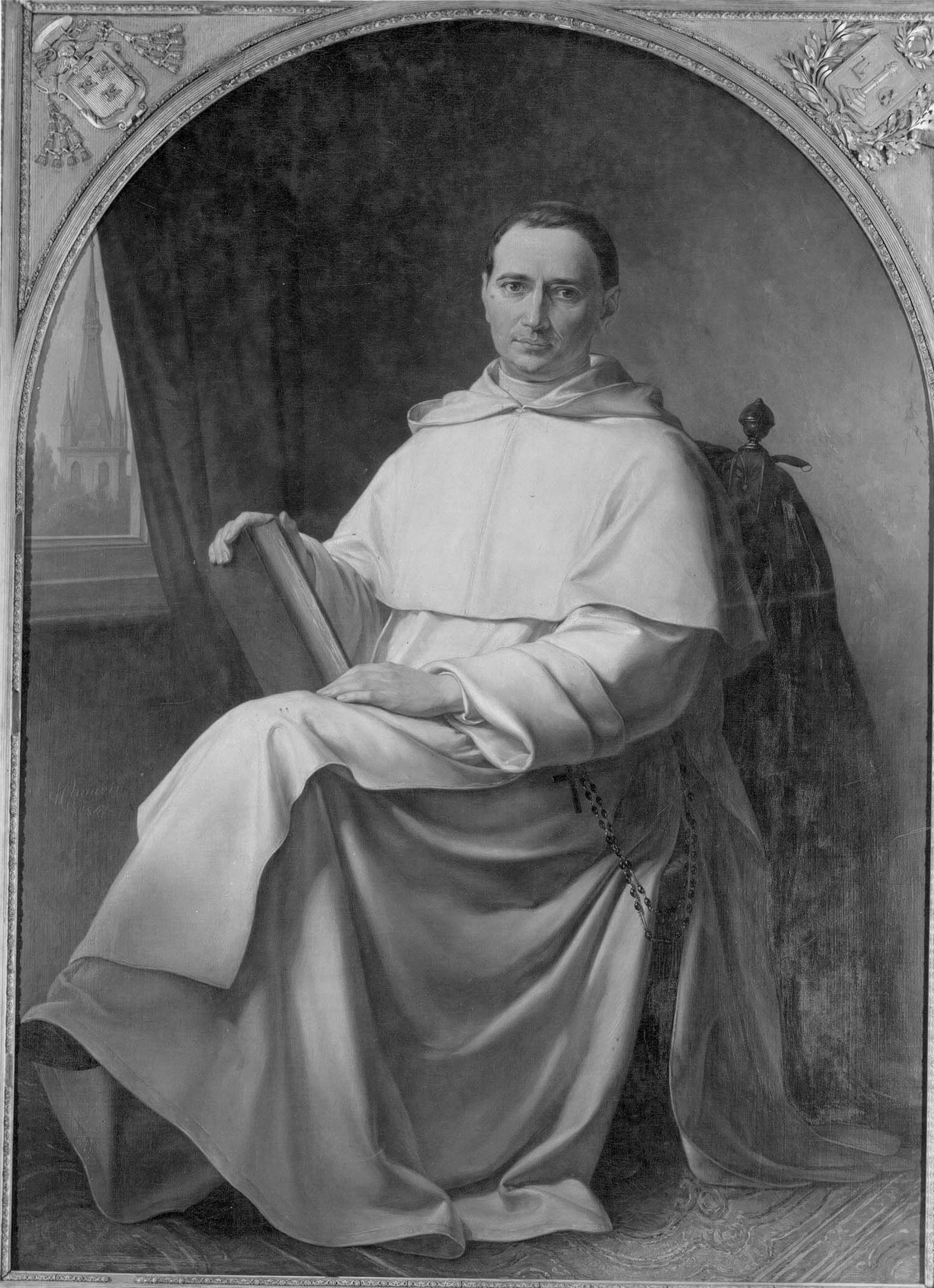
Portrait du Père Henri Lacordaire (Auguste Chauvin).
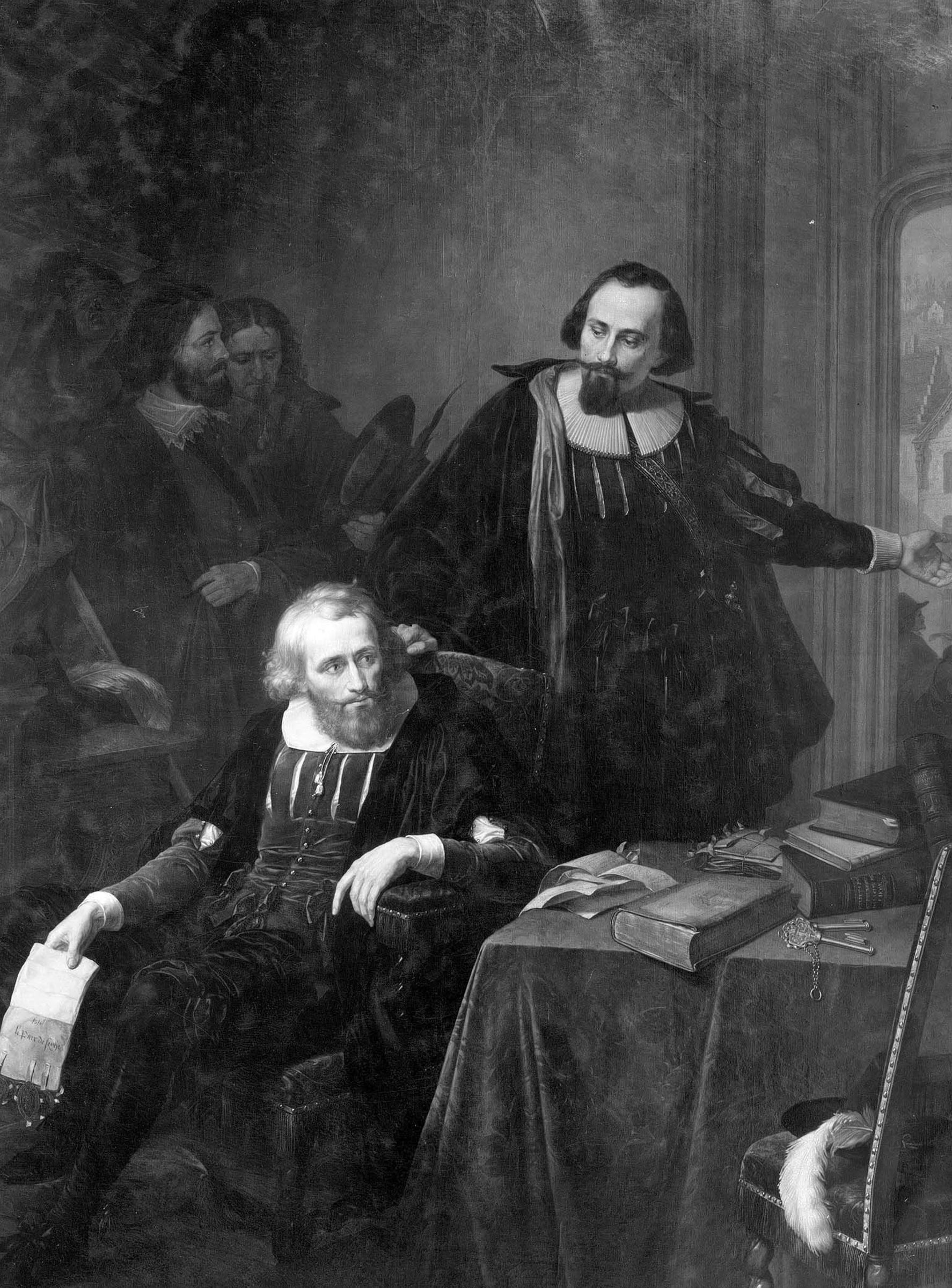
Une dernière entrevue des bourgmestres Beeckman et Laruelle (Auguste Chauvin).

## Naissances
- 10 février : Anna Boch, peintre († 25 février 1936).